# Associazione Calcio Pavia 2004-2005
Questa voce raccoglie le informazioni riguardanti l'Associazione Calcio Pavia nelle competizioni ufficiali della stagione 2004-2005.

## Stagione
Nella stagione 2004-2005 il Pavia disputa il girone A del campionato di Serie C1, raccoglie 64 punti con il terzo posto, disputa i Play-off vincendo la semifinale contro il Grosseto, ma perdendo la doppia finale contro il Mantova, che sale in Serie B, accompagnando la Cremonese che con 72 punti ha vinto il campionato. Dopo mezzo secolo, il Pavia di Marco Torresani sfiora il sogno del ritorno in Serie B, sogno svanito nell'ultimo atto del torneo, le finali dei Play-off, dopo aver disputato un ottimo torneo, con 35 punti raccolti nel girone di andata e 29 nel girone di ritorno. Con 18 reti il veneziano Francesco Ciullo ingaggiato dall'Arezzo, ha vinto la classifica dei marcatori del girone A, ben spalleggiato dallo spezzino Francesco Zizzari che ha realizzato 11 reti. Nella Coppa Italia di Serie C la squadra pavese con il secondo posto nel girone C di qualificazione, alle spalle della Cremonese, supera il turno, poi nei sedicesimi ha superato nel doppio confronto la Biellese, mentre negli ottavi lascia il passo da imbattuta sul campo all'Ivrea, infatti nella gara di andata, terminata con il risultato (1-1), il Pavia ha schierato il calciatore Alessandro Gambadori che non era ancora tesserato, perdendo così a tavolino (3-0) l'incontro. Poi nel ritorno il Pavia si è imposto (2-0), ma il turno lo ha superato la squadra piemontese.

## Rosa
| N. |                   | Ruolo | Calciatore           |
| -- | ----------------- | ----- | -------------------- |
|    | Italia (bandiera) | D     | Roberto Bandirali    |
|    | Italia (bandiera) | P     | Walter Bressan       |
|    | Italia (bandiera) | A     | Francesco Cardamone  |
|    | Italia (bandiera) | C     | Luca Ceccarelli      |
|    | Italia (bandiera) | A     | Emanuele Chiaretti   |
|    | Italia (bandiera) | A     | Francesco Ciullo     |
|    | Italia (bandiera) | D     | Francesco Colantoni  |
|    | Italia (bandiera) | C     | Gianluca Fasano      |
|    | Italia (bandiera) | A     | Fausto Ferrari       |
|    | Italia (bandiera) | C     | Charles Ferretti     |
|    | Italia (bandiera) | C     | Alessandro Gambadori |
|    | Italia (bandiera) | D     | Edoardo Gorini       |

| N. |                   | Ruolo | Calciatore          |
| -- | ----------------- | ----- | ------------------- |
|    | Italia (bandiera) | D     | Alberto Guttadauria |
|    | Italia (bandiera) | C     | Francesco Lunardini |
|    | Italia (bandiera) | D     | Fabio Macellari     |
|    | Italia (bandiera) | D     | Devis Nossa         |
|    | Italia (bandiera) | C     | Romeo Papini        |
|    | Italia (bandiera) | D     | Aldo Preite         |
|    | Italia (bandiera) | P     | Cristian Reggiani   |
|    | Italia (bandiera) | A     | Niccolò Rossetti    |
|    | Italia (bandiera) | C     | Paolo Sciaccaluga   |
|    | Italia (bandiera) | D     | Stefano Todeschini  |
|    | Italia (bandiera) | D     | Orlando Urbano      |
|    | Italia (bandiera) | C     | Francesco Zizzari   |

## Risultati

### Campionato

#### Girone di andata
| Arbitro: | Bernardoni (Modena) |

|                   |           |                            |
| Preite 85’ (aut.) | Marcatori | 50’ Sciaccaluga 65’ Ciullo |

| Arbitro: | Iannone (Napoli) |

|           |           |  |
| Ciullo 9’ | Marcatori |  |

| Arbitro: | Zanardo (Conegliano) |

|             |           |  |
| Ragatzu 50’ | Marcatori |  |

| Arbitro: | Scoditti (Bologna) |

|                 |           |  |
| Sciaccaluga 19’ | Marcatori |  |

| Arbitro: | Lioce (Molfetta) |

|  |           |                                     |
|  | Marcatori | 42’ Zizzari 56’ Ciullo 80’ Ferretti |

| Arbitro: | Gervasoni (Mantova) |

|                                |           |  |
| Papini 45+2’ Ciullo 74’, 90+2’ | Marcatori |  |

| Arbitro: | Mannella (Avezzano) |

|                             |           |            |
| Prisciandaro 41’ Strada 56’ | Marcatori | 25’ Ciullo |

| Arbitro: | Scoditti (Bologna) |

|  |           |             |
|  | Marcatori | 88’ Zizzari |

| Arbitro: | Lops (Torino) |

|                                         |           |                 |
| Gorini 22’ Ciullo 68’ L. Ceccarelli 80’ | Marcatori | 63’ (rig.) Coti |

| Arbitro: | Celi (Bari) |

|  |           |            |
|  | Marcatori | 79’ Ciullo |

| Arbitro: | Brunialti (Trento) |

|            |           |             |
| Ciullo 12’ | Marcatori | 45+1’ Bellè |

| Arbitro: | Salati (Trento) |

|                      |           |             |
| Breviario 67’ (rig.) | Marcatori | 56’ Zizzari |

| Arbitro: | Prato (Lecce) |

|                          |           |            |
| Ciullo 12’ Cardamone 55’ | Marcatori | 10’ Miftah |

| Arbitro: | Lena (Ciampino) |

|             |           |  |
| Melis 90+2’ | Marcatori |  |

| Arbitro: | Barbirati (Ferrara) |

|                                            |           |                      |
| Zizzari 3’, 29’ Ciullo 14’ Sciaccaluga 78’ | Marcatori | 25’, 68’, 81’ Trezzi |

| Arbitro: | Tommasi (Bassano del Grappa) |

|                         |           |                        |
| Scugugia 2’ Perrone 74’ | Marcatori | 44’ (rig.) Sciaccaluga |

| Arbitro: | Stallone (Foggia) |

|               |           |  |
| Bandirali 64’ | Marcatori |  |

| 9 gennaio 2005 18ª giornata |  | – Turno di riposo Pavia |  |  |

| Arbitro: | Zanzi (Lugo di Romagna) |

|  |           |                       |
|  | Marcatori | 42’ Caridi 87’ Arioli |

#### Girone di ritorno
| Arbitro: | Spadaccini (Vasto) |

|                       |           |  |
| Ciullo 1’ Zizzari 52’ | Marcatori |  |

| Arbitro: | Orsato (Schio) |

|                          |           |                  |
| F. Scarpa 78’ Frezza 80’ | Marcatori | 37’, 41’ Zizzari |

| Arbitro: | Pierpaoli (Firenze) |

|             |           |                               |
| Zizzari 16’ | Marcatori | 71’ D'Antoni 83’ Mastronunzio |

| Arbitro: | Herberg (Messina) |

|             |           |            |
| Braiati 52’ | Marcatori | 76’ Ciullo |

| Arbitro: | Manna (Isernia) |

|               |           |  |
| Gambadori 52’ | Marcatori |  |

| Arbitro: | Brunialti (Trento) |

|             |           |                          |
| Cribari 73’ | Marcatori | 61’ Cardamone 68’ Ciullo |

| Arbitro: | Giglioni (Siena) |

|            |           |  |
| Ciullo 57’ | Marcatori |  |

| Arbitro: | Russo (Nola) |

|                        |           |  |
| Gorini 13’ Zizzari 39’ | Marcatori |  |

| La Spezia 13 marzo 2005 28ª giornata | Spezia              | 0 – 0 | Pavia | Stadio Alberto Picco\| Arbitro: \| Crugliano (Crotone) \| |
| Arbitro:                             | Crugliano (Crotone) |       |       |                                                           |

| Arbitro: | Forconi (Aprilia) |

|                   |           |               |
| Gorini 28’ (rig.) | Marcatori | 68’ Bonfiglio |

| Grosseto 26 marzo 2005 30ª giornata | Grosseto          | 0 – 0 | Pavia | Stadio Carlo Zecchini\| Arbitro: \| Gava (Conegliano) \| |
| Arbitro:                            | Gava (Conegliano) |       |       |                                                          |

| Arbitro: | Iannone (Napoli) |

|                        |           |  |
| Ciullo 43’ (rig.), 61’ | Marcatori |  |

| Como 6 aprile 2005 32ª giornata | Como          | 0 – 0 | Pavia | Stadio Giuseppe Sinigaglia\| Arbitro: \| Ciampi (Roma) \| |
| Arbitro:                        | Ciampi (Roma) |       |       |                                                           |

| Arbitro: | Marelli (Como) |

|                   |           |                                          |
| Chiaretti 8’, 62’ | Marcatori | 21’ Alteri 45+1’, 54’ Cacia 90+4’ Tufano |

| Arbitro: | Vuoto (Livorno) |

|                                             |           |                               |
| M. Morfeo 29’ Temelin 36’ Fasano 89’ (aut.) | Marcatori | 23’, 73’ Chiaretti 67’ Ciullo |

| Arbitro: | Mannella (Avezzano) |

|  |           |             |
|  | Marcatori | 71’ Morelli |

| Lumezzane 1º maggio 2005 36ª giornata | Lumezzane       | 0 – 0 | Pavia | Nuovo Stadio Comunale\| Arbitro: \| Marrocco (Pisa) \| |
| Arbitro:                              | Marrocco (Pisa) |       |       |                                                        |

| 8 maggio 2005 37ª giornata |  | – Turno di riposo Pavia |  |  |

| Arbitro: | Marelli (Como) |

|  |           |                   |
|  | Marcatori | 87’ L. Ceccarelli |

### Play-off
| Arbitro: | Ciampi (Roma) |

|              |           |               |
| Cecchini 41’ | Marcatori | 84’ Chiaretti |

| Arbitro: | Gava (Conegliano) |

|                        |           |  |
| Zizzari 62’ Fasano 70’ | Marcatori |  |

| Arbitro: | Orsato (Schio) |

|                 |           |                             |
| Sciaccaluga 19’ | Marcatori | 51’ Caridi 76’, 89’ Noselli |

| Arbitro: | Ciampi (Roma) |

|                            |           |  |
| Graziani 2’, 6’ Lanzara 9’ | Marcatori |  |

### Coppa Italia

#### Girone C
| Arbitro: | Alderuccio (Milano) |

|                                    |           |           |
| Sciaccaluga 14’ (rig.), 48’ (rig.) | Marcatori | 11’ Zubin |

| Arbitro: | Bernardoni (Modena) |

|            |           |  |
| Strada 54’ | Marcatori |  |

| Arbitro: | Andolfatto (Bassano del Grappa) |

|                |           |  |
| F. Ferrari 17’ | Marcatori |  |

| Arbitro: | Dattrino (Torino) |

|                                             |           |  |
| Cardamone 3’ F. Ferrari 18’, 35’ Papini 42’ | Marcatori |  |

| Arbitro: | Ferrandini (Sondrio) |

|                          |           |            |
| Gay 29’, 78’ Coralli 62’ | Marcatori | 51’ Ciullo |

#### Fase ad eliminazione
| Arbitro: | Bo (Genova) |

|             |           |                     |
| Gusmini 27’ | Marcatori | 37’, 90’ F. Ferrari |

| Arbitro: | Marrocco (Pisa) |

|                            |           |  |
| F. Ferrari 33’ (rig.), 37’ | Marcatori |  |

| Arbitro: | Zanardo (Conegliano) |

|             |           |                         |
| Murante 50’ | Marcatori | 90+4’ (rig.) F. Ferrari |

| Arbitro: | Barbirati (Ferrara) |

|                               |           |  |
| Ursi 25’ Chiaretti 75’ (rig.) | Marcatori |  |